# 斯諾坎普 (北卡羅萊納州)
斯諾坎普（英語：Snow Camp）是位於美國北卡羅萊納州阿拉曼斯縣的非建制地區。

## 歷史
斯諾坎普的郵局自1830年營運至今。

## 地理
斯諾坎普所處的海拔為高於海平面183米（即600英呎），而該地所採用的時區為UTC-5，即北美东部时区（EST）。同時該地設有夏令時間，為UTC-5調快一小時，即UTC-4（EDT）。